# 源重之

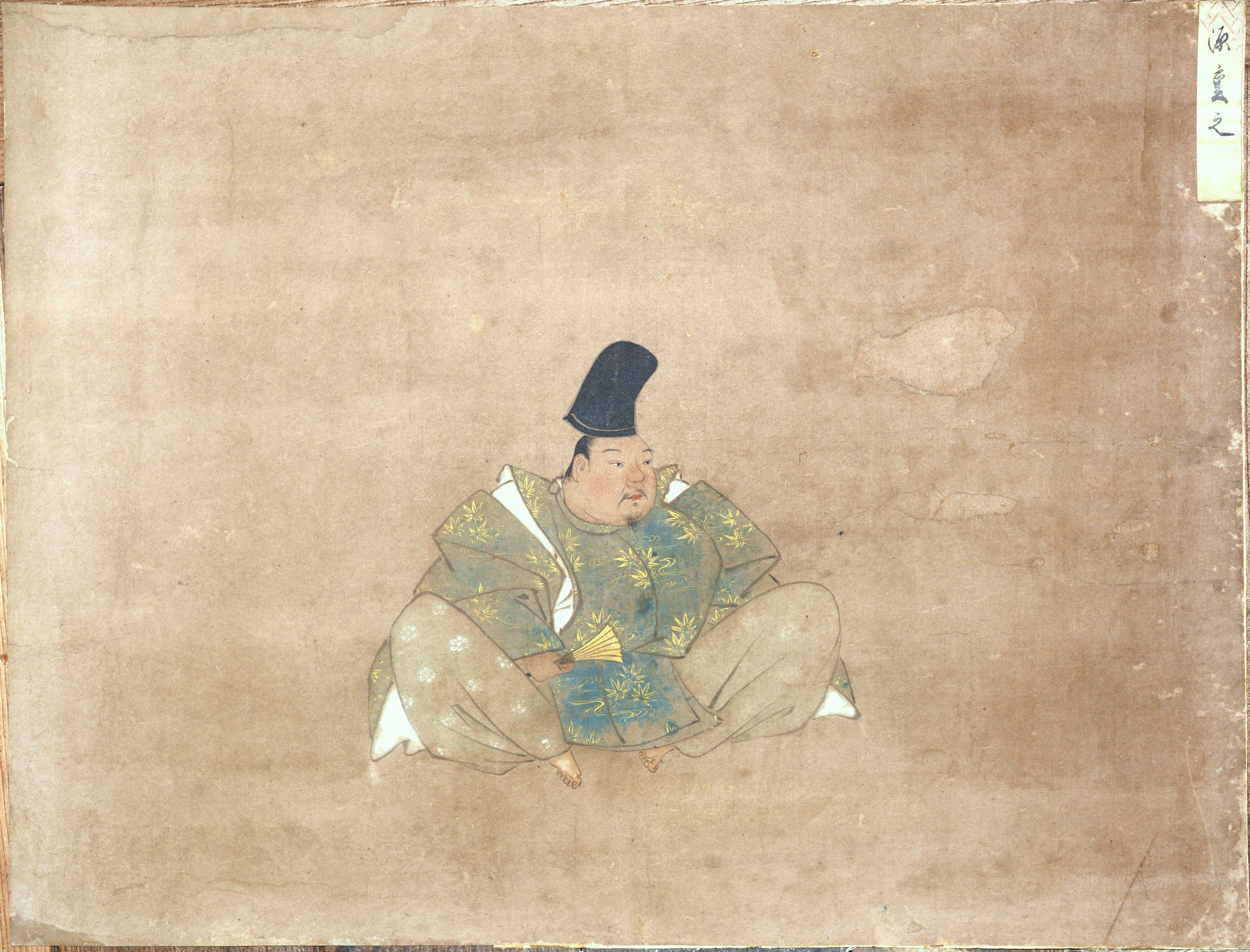
源重之　三十六歌仙絵（個人蔵）

源 重之（みなもと の しげゆき）は、平安時代中期の貴族・歌人。清和源氏、上野太守・貞元親王の孫で、三河守・源兼信の子。伯父の参議・源兼忠の養子。官位は従五位下・筑前権守。三十六歌仙の一人。

## 経歴
父・兼信が陸奥国安達郡に土着したことから、伯父・源兼忠の養子となった。
村上朝にて、春宮・憲平親王の帯刀先生（たちはきせんじょう）を務め、その際に最古の百首歌の一つである『重之百首』を詠進している。康保4年（967年）10月に憲平親王が即位（冷泉天皇）すると近衛将監となり、11月に従五位下に叙爵する。
円融朝半ば以降は、貞元元年（976年）の相模権守を皮切りに、信濃守・日向守・肥後守・筑前守など地方官を歴任した。またこの間、貞元2年（977年）頼忠家歌合や寛和元年（985年）円融院子日行幸和歌などに出詠している。
正暦2年（991年）以後に大宰大弐・藤原佐理を頼って筑紫に下向。長徳元年（995年）以後は陸奥守・藤原実方に従って陸奥国に下向し、長保2年（1000年）に当地で没したという。享年は60余。

## 和歌
『拾遺和歌集』（13首）以下の勅撰和歌集に66首が入集。家集『重之集』に見える『重之百首』は、百首歌の中で最も古いものである。旅の歌や不遇を嘆く歌が多い。
宮崎県高鍋町の東方にあった老松を見て詠んだ彼の歌「しら浪のよりくる糸ををにすげて　風にしらぶることひきの松」の歌碑がある。現在、地区住民の手によって保護管理されている。
- 小倉百人一首
  - 48番　風をいたみ　岩うつ波の　己のみ　くだけて物を　思ふころかな（『詞花和歌集』恋上210）

## 官歴
- 時期不詳：春宮帯刀長（憲平親王）[3]
- 康保4年（967年） 10月：右近衛将監[3]。10月：左近衛将監（兄源能正依為右近衛少将）[3]。11月27日：従五位下（左近衛府上臈譲）[3]
- 安和2年（969年）または天禄2年（971年） 正月：相模権介[3]
- 天延3年（975年） 正月：左馬助[3]
- 貞元元年（976年） 7月：相模権守[3]
- 時期不詳：信濃守[4]。日向守。肥後守[5]。筑前守[5]。
- 長保2年（1000年） 日付不詳：卒去[6]

## 系譜
注記のないものは『尊卑分脈』による。
- 父：源兼信
- 母：不詳
- 養父：源兼忠
- 生母不明の子女
  - 男子：源有数
  - 男子：源為清
  - 男子：源為業
  - 男子：源宗親[7]
  - 女子：